# Ulua mentalis
Ulua mentalis es una especie de peces de la familia Carangidae en el orden de los Perciformes.

## Morfología
• Los machos pueden llegar alcanzar los 100 cm de longitud total.

## Distribución geográfica
Se encuentra desde las  costas del África Oriental y Madagascar hasta Taiwán y Australia.